# Tanypus brooksi
Tanypus brooksi är en tvåvingeart som beskrevs av Gerry 1933. Tanypus brooksi ingår i släktet Tanypus och familjen fjädermyggor.
Artens utbredningsområde är Jamaica. Inga underarter finns listade i Catalogue of Life.